# Pericallis
Pericallis és un gènere de plantes angiospermes de la família de les asteràcies (Asteraceae). Són plantes natives de la Macaronèsia.

## Descripció
Són plantes herbàcies perennes o subarbusts de tiges erectes. Les fulles poden ser enteres, dentades o lobades, la forma varia entre cordades, reniformes o ovades, es disposen de manera alterna i la nervadura és palmada. Les flors es troben agrupades en capítols, sovint en agrupacions corimboses tot i que també poden ser solitaris. L'involucre hi ha una filera de bràctees. Les flors poden ser blanques, roses, porpres o blaves, les ligulades (exteriors) són femenines mentre que les interiors, els flòsculs, són hermafrodites, tubulars i amb cinc lòbuls. El fruit és un aqueni amb papus, que en alguns casos pot mancar en les flors ligulades.

## Taxonomia
Aquest gènere va ser publicat per primer cop l'any 1834 al sisè volum de l'obra The British flower garden pel botànic escocès David Don (1799-1841).

### Espècies
Dins del gènere Pericallis es reconeixen les 16 espècies següents:
- Pericallis appendiculata (L.f.) B.Nord.
- Pericallis aurita (L'Hér.) B.Nord.
- Pericallis cruenta Webb & Berthel.
- Pericallis echinata (L.f.) B.Nord.
- Pericallis hadrosoma (Svent.) B.Nord.
- Pericallis hansenii (G.Kunkel) Sunding
- Pericallis lanata (L'Hér.) B.Nord.
- Pericallis malvifolia (L'Hér.) B.Nord.
- Pericallis menezesii R.Jardim, K.E.Jones, Carine & M.Seq.
- Pericallis multiflora (L'Hér.) B.Nord.
- Pericallis murrayi (Bornm.) B.Nord.
- Pericallis papyracea (DC.) B.Nord.
- Pericallis steetzii (Bolle) B.Nord.
- Pericallis tirmensis Marrero Rodr. & C.Santiago
- Pericallis tussilaginis (L'Hér.) D.Don
- Pericallis webbii (Sch.Bip.) Bolle

### Híbrids
S'ha descrit el següent híbrid natural:
- Pericallis × hybrida (Bosse) B.Nord.